# Po to jesteś tu
Po to jesteś tu – szósty singel polskiej piosenkarki Ani Wyszkoni promujący album Pan i Pani, wydany 4 listopada 2011 roku.
Przebój był promowany w wybranych rozgłośniach radiowych i telewizyjnych, zajął m.in. 13. pozycję na Liście Przebojów Polskiego Radia Pomorza i Kujaw, 4. miejsce na liście przebojów Najlepsza 10-tka Katolickiego Radia Podlasie w notowaniu 800, czy też 1. miejsce w notowaniu listy niemieckiego Radia Atut. Do utworu nakręcono teledysk.

## Lista utworów
1. „Po to jesteś tu” (album version) – 3:52

## Notowania
| Notowanie (2011)           | Stacja Radiowa            | Pozycja |
| -------------------------- | ------------------------- | ------- |
| Lista Przebojów Radia Atut | Radio Atut                | 1       |
| Najlepsza 10-tka           | Katolickie Radio Podlasie | 4       |
| Lista przebojów PR PiK     | Radio PiK                 | 13      |
| Londyn Top 20              | Polskie Radio Londyn      | 14      |
| Polska Lista Przebojów     | Radio „Znad Wilii”        | 6       |
| Złota 30                   | Radio Koszalin            | 9       |